# IV Olimpiada Geograficzna
IV Olimpiada Geograficzna – olimpiada geograficzna, której finały odbyły się w 3 czerwca 1978 w siedzibie I Liceum Ogólnokształcącego w Olsztynie.
Hasłem olimpiady były słowa Stanisława Staszica: Ziemia, praca, czas są źródłem bogactw kraju. Więc poznać Ziemię jest pierwszą, najistotniejszą potrzebą.
Wstępnych prac konkursowych napłynęło 1980, a pisemnych na 1. etapie oddano 1155. Najliczniej reprezentowany był okręg wrocławski – 345 uczestników. Do pisemnej części II etapu zakwalifikowało się 506 uczestników, a do ustnej – 153. Dyplomy laureatów otrzymało 12 zawodników. Przyznano też 5 wyróżnień. Nagrodę Zarządu Głównego Polskiego Towarzystwa Geograficznego dla nauczyciela wyróżniającego się systematyczną pracą z olimpijczykami otrzymały Marianna Majewska z Giżycka i Teresa Zarucka z Kartuz.
Trzy pierwsze miejsca zajęli:
- 1. miejsce (ex aequo): Jarosław Mikołajec – I Liceum Ogólnokształcące w Wodzisławiu Śląskim, Dariusz Krzyszkowski – I Liceum Ogólnokształcące w Świdnicy,
- 2. miejsce (ex aequo): Jacek Gutowski – I Liceum Ogólnokształcące w Tarnowie, Tomasz Achremowicz – V Liceum Ogólnokształcące we Wrocławiu, Stanisław Bagiński – VI Liceum Ogólnokształcące w Szczecinie, Ryszard Wilczyński – II Liceum Ogólnokształcące w Ostrowie Wielkopolskim,
- 3. miejsce (ex aequo): Antoni Kostka – III Liceum Ogólnokształcące w Poznaniu, Adam Górecki – Liceum Ogólnokształcące w Kamiennej Górze, Krzysztof Dudek – Liceum Ogólnokształcące w Kętach, Grzegorz Sikora – Liceum Ogólnokształcące w Krzepicach[1].